# Philbert Maurice d'Ocagne
Philbert Maurice d'Ocagne (francès: Philbert Maurice d’Ocagne)  (París, 25 de març de 1862 - Le Havre, 23 de setembre de 1938) va ser un enginyer i matemàtic francès que va introduir el nomograma.

## Vida i Obra
Fill d'un intel·lectual d'origen normand que escrivia cròniques de teatre i un llibre sobre l'ensenyament, D'Ocagne va estudiar al Liceu Chaptal abans d'ingressar a l'École Polytechnique en la qual es va graduar el 1882 ingressant immediatament al cos d'enginyers de ponts i camins destinat a Cherburg. El 1893 va ser nomenat professor de l'École Polytechnique i l'any següent de l'École Nationale des Ponts et Chaussées. A partir de 1901 va dirigir el servei cartogràfic de França. De 1912 a 1920 va ser professor tituar de geometria de l'École Polytechnique i, a partir de 1920, va ser inspector general de ponts i camins de França.
Tot i que dedicat professionalment a l'enginyeria, D'Ocagne va publicar nombrosos articles sobre geometria teòrica. A partir de 1884 es va centrar en l'estudi de mètodes per al càlcul gràfic. El 1891 va publicar el primer llibre sobre nomografia, fruit de la seva experiència com enginyer que necessitava fer càlculs amb rapidesa i mínim error. Aquestes tècniques es van desenvolupar ràpidament, sobre tot entre els enginyers, ja molt acostumats a la utilització del regle de càlcul. Per això, el nom d'Ocagne ha quedat lligat per sempre a la nomografia.
A vegades va utilitzar els pseudònims de Philbert du Plessis i de Pierre Delix, aquest darrer per escriure obres literàries entre les quals destaca una comèdia en un acte titulada La Candidate que es va representar més de cent vegades al teatre de Cluny.